# Gela
Gela es una ciudad de la costa sur de Sicilia en la provincia de Caltanissetta. El municipio tiene una extensión de 276 km², con una densidad de 262 hab./km² y 73 485 habitantes. Fue en la antigüedad una de las más importantes ciudades estados griegas y en 1943 sus playas fueron las primeras en ser alcanzadas durante la invasión aliada de Sicilia. En 1957 en la llanura y en el golfo de Gela el descubrimiento de reservas de petróleo transformó la economía local de agrícola a industrial con la construcción de un gran establecimiento petroquímico al este de la ciudad que dejó de funcionar en 2014. La llanura de Gela constituye una importante región agrícola para la producción de vegetales en invernaderos, vino, alcachofas, almendras, aceitunas, de trigo y antes también algodón. La ciudad cuenta con unos 30 kilómetros de grandes playas de arena a lo largo del golfo que toma su nombre, dos puertos actualmente poco explotados y una reserva natural alrededor del lago Biviere.

## Historia

### Historia antigua

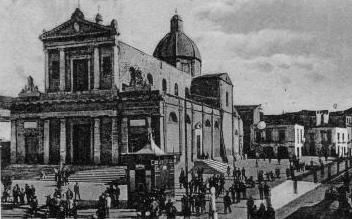
La catedral de Gela en 1900.

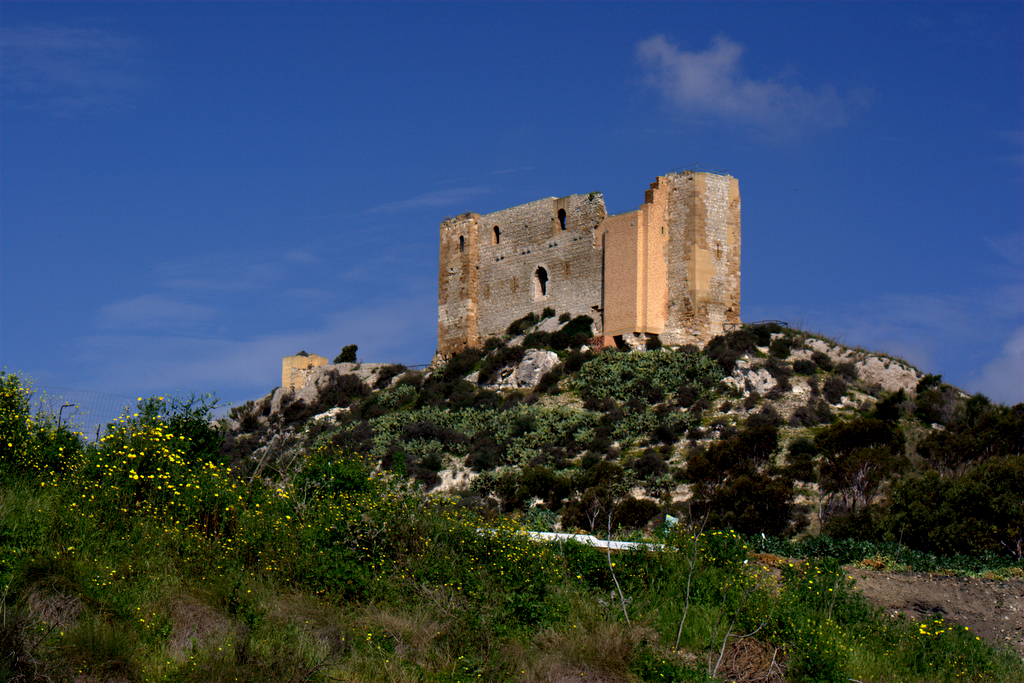
El Castelluccio (-) en la llanura de Gela

Gela fue una antigua ciudad griega de Sicilia en la costa sur de la isla, entre Agrigento y Camarina, en la desembocadura del río Gela.
Tucídides dice que fue fundada hacia el año 688 a. C. por una colonia de cretenses y rodios dirigida por Antífemo de Rodas y Éntimo de Creta. Los rodios venían de Lindos y la ciudad se llamó inicialmente Lindis (latín Lindii) pero con el tiempo tomó el nombre del río.
Poco se conoce de su historia en los primeros siglos. Luchó con los habitantes nativos del interior y hubo algunas luchas de facciones, en una de ellas participó Telines, ancestro de Gelón. En 582 a. C. fundaron la colonia de Agrigento que pronto se hizo más poderosa que la metrópoli, especialmente bajo el tirano Fálaris.
La constitución era oligárquica y así siguió hasta que Cleandro de Gela asumió el poder absoluto (505 a. C.-498 a. C.), que transmitió a su hermano Hipócrates de Gela (498 a. C.-491 a. C.), bajo el que Gela volvió a tener una especie de hegemonía y extendíó su poder a una buena parte de la isla, sometiendo las ciudades de Leontino, Calípolis y Naxos. Ocupó Zancle que cedió a los colonos de Samos e hizo la guerra a Siracusa, que hubo de ceder Camarina a cambio de la paz.
A la muerte de Hipócrates le sucedió Gelón, que siguió la política expansionista y en 485 a. C. se apoderó de Siracusa. Gelón dirigió todos sus esfuerzos a engrandecer su nueva capital e hizo emigrar a la mitad de la población de Gela a Siracusa. Su sucesor Hierón I condenó al exilio a muchos ciudadanos de Gela, pero después de la expulsión de Trasíbulo de Siracusa (466 a. C.) los exiliados regresaron a su ciudad y la repoblaron, restableciendo su libertad, y enviaron un grupo de colonos a Camarina que había estado despoblada por orden de Gelón. 
De 466 a. C. a 406 a. C. fueron años de gran prosperidad para Gela y en general para Sicilia. Gela siguió la línea política que seguían casi todas las ciudades dóricas de la isla y que estaban al lado de Siracusa en contra de la expedición de Atenas (415 a. C.) y enviaron un cuerpo de ejército, al que después de las primeras victorias añadieron 600 hombres más y cinco barcos.
En 406 a. C. los cartagineses invadieron la isla y ocuparon y destruyeron Hímera, Selinunte y Agrigento. Después de la destrucción de Agrigento sus habitantes se refugiaron en Gela, y esta ciudad pidió ayuda a Dionisio I de Siracusa, pero pese a que este visitó la ciudad e instaló un gobierno democrático, no tomó las medidas adecuadas para su defensa. 
En 405 a. C., los cartagineses se presentaron delante de la ciudad y la asediaron. Gela no tenía una posición defensiva fuerte y sus murallas no eran muy buenas, pero los habitantes resistieron y pudieron rechazar el primer ataque, dando tiempo a la llegada de Dionisio con un ejército. El siracusano atacó el campo cartaginés, pero fue derrotado y entonces aconsejó a los habitantes que se rindiesen y abandonaran la ciudad. Así Gela quedó vacía y sus habitantes se retiraron a Leontino. Los cartagineses la ocuparon y saquearon.
Poco tiempo después, Dionisio I y Cartago acordaron la paz y se permitió a los habitantes de Gela regresar a su ciudad con la condición de no restaurar las fortificaciones y de pagar un tributo. Gela cumplió con el pacto, pero ya no reencontró su antiguo esplendor. 
En 379 a. C., Gela proclamó su abandono del bando cartaginés y se unió a Dionisio en la expedición contra las ciudades occidentales de Sicilia y pese a las diferentes vicisitudes de la guerra consiguieron permanecer independientes, libertad que les fue reconocida por el tratado de 363 a. C.
En 357 a. C., se unió a Dión cuando desembarcó en Sicilia. En 338 a. C., después de la victoria de Timoleón, Gela, que estaba en una fuerte decadencia, fue repoblada por un grupo de colonos, algunos, antiguos pobladores, que vivían en otros lugares y otros procedentes de la isla de Ceos. Eso permitió a Gela aumentar su prosperidad a un nivel no demasiado alto pero sí aceptable. 
Durante las guerras de Agatocles figura como una ciudad-estado independiente. Cuando en el año 311 a. C., Gela, se rebeló contra Agatocles, el tirano fue a la isla desde África y ocupó la ciudad matando a cuatro mil de sus habitantes. Derrotado Agatocles en el río Economos, se refugió con su ejército en Gela, donde se pudo defender de los cartagineses. Pero en el año 309 a. C. los agrigentinos, dirigidos por Jenódico, se rebelaron y proclamaron la independencia de las ciudades griegas, entre ellas Gela, que fue la primera en asumir el nuevo estatus y unirse a Jenódico. 
Como ciudad independiente volvió a ser próspera. Nada más se sabe de su política interior de aquellos años y cuando vuelve a ser mencionada estaba en manos de Fintias, déspota de Agrigento, que fundó una nueva ciudad que llamó Fintias en la desembocadura del río Hímera, y para poblarla hizo salir de allí a los ciudadanos de Gela, y para que no pudieran volver la hizo demoler.
Años después algunos antiguos habitantes de Gela se establecieron en el lugar de la antigua ciudad. Se sabe que fue devastada por los mamertinos, pero no aparece en la primera guerra púnica (en la que solamente se menciona a los gelanos en conexión con la ciudad de Fintias), pero después de la conquista romana la ciudad volvió a existir como entidad separada de segundo orden. Cicerón dice que Escipión devolvió a la ciudad las estatuas que le habían sido arrebatadas por Verres; pero Estrabón creía que en su tiempo estaba deshabitada y la menciona junto con Naxos y Calípolis entre las ciudades famosas desaparecidas. Pero probablemente no hay que tomar las palabras de Estrabón en sentido literal, sino más bien que era una ciudad con muy pocos habitantes, pues Plinio el Viejo y Claudio Ptolomeo la mencionan aún como una pequeña ciudad, pero después ya no vuelve a aparecer y debió acabar por despoblarse totalmente.
Su situación ha sido objeto de controversia: la moderna Alicata, en la desembocadura del río Salso, fue la primera ubicación propuesta (se halló una inscripción, pero se piensa que las ruinas de la ciudad que se encuentra en este lugar corresponden a Fintias), pero en general se ha admitido que estaba en la moderna Terranova, a unos 30 km más al este, en la desembocadura del Fiume di Terranova. Esta ciudad fue fundada por el emperador Federico II en el siglo XIII y aún se encuentran algunas ruinas de una antigua ciudad, entre ellas los restos de un templo y una parte de las murallas, y en las excavaciones se han hallado numerosos objetos (monedas, vasos, etc.). 
El nombre de Gela derivaría de la palabra sícula psela (frío o helado) conectada con la palabra latina gelu (hielo). El río Gela era considerado un dios y aparece en las monedas de la ciudad con cabeza humana con el título de Sosipoais. El campo de Gela (el territorio) se extendía hacia el oeste, y era muy fértil. Producía además, sal, que era un producto muy apreciado. 
El límite con Agrigento por el oeste era el río Hímera. Hacia el interior se extendía unos 35 km donde los Itinerarios aún mencionan una estación de nombre Gelasium Philosophianis (actual Piazza) que se cree que marcaba el límite del territorio.
En la ciudad nació Apolodoro de Gela, un poeta cómico (que no hay que confundir
con Apolodoro de Caristo). Fue el lugar de residencia de Esquilo cuando fue expulsado de Atenas, y murió de accidente en la ciudad (456 a. C.), siendo su tumba visible durante mucho tiempo. Pausanias dice que la ciudad tenía su tesoro en Olimpia y menciona algunas estatuas hechas por Dédalo que estaban en la ciudad, pero que después desaparecieron. Una estatua colosal de Apolo, que estaba en los alrededores de la ciudad, se la llevaron los cartagineses en 405 a. C. y la enviaron a Tiro, donde aún estaba cuando Alejandro Magno entró en la ciudad fenicia.

## Demografía
| Gráfica de evolución demográfica de Gela entre 1861 y 2001 |
|                                                            |
| Fuente ISTAT - elaboración gráfica de Wikipedia            |

## Lugares de interés

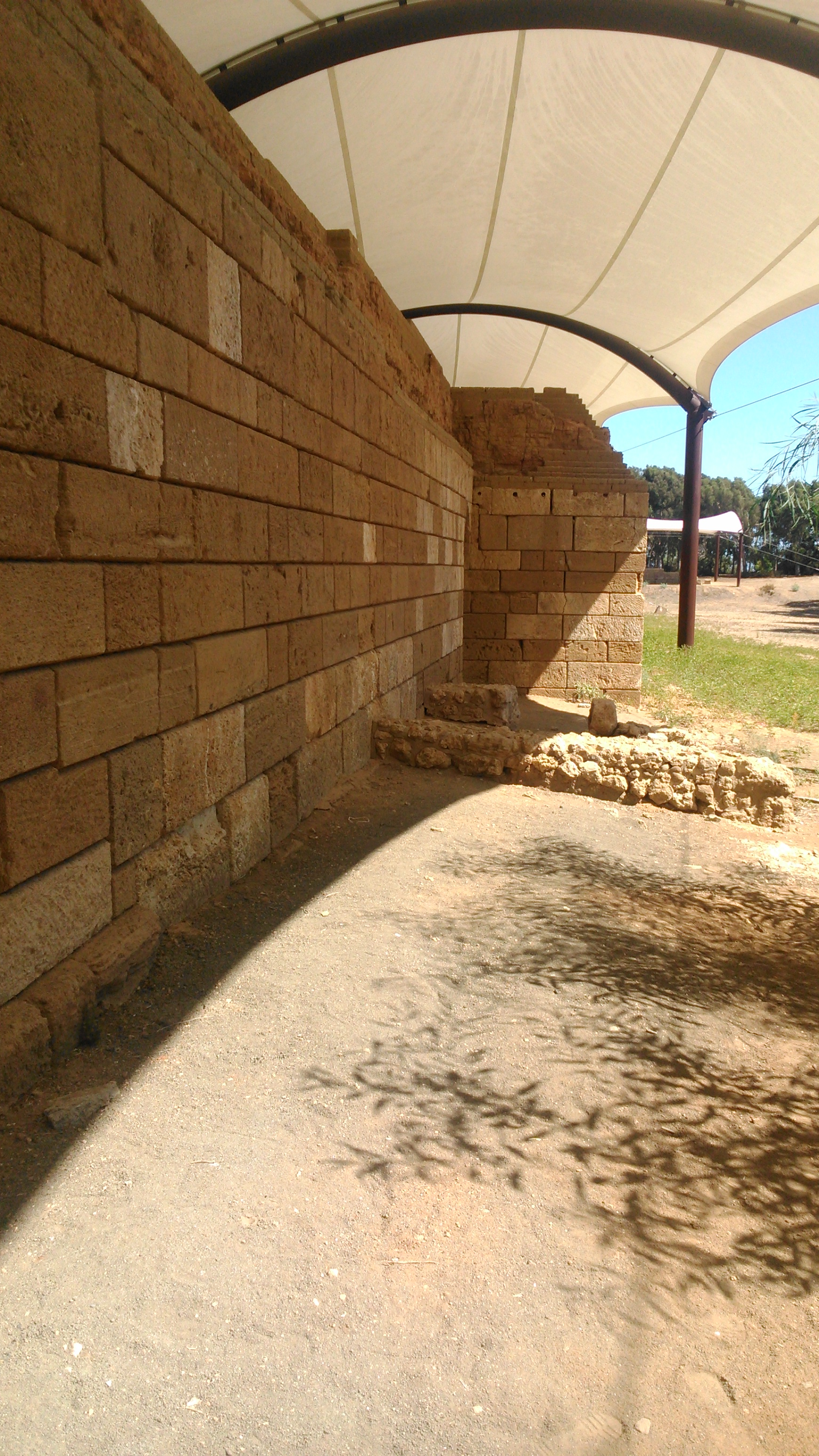
Fortificaciones de la ciudad griega de Gela

Después de la creación del polígono industrial en los primeros años 60 del pasado siglo, Gela asistió a un gran desarrollo urbano hasta quintuplicar la originaria extensión de la ciudad. El casco histórico fundado por Federico II de Suecia y Sicilia en el 1233 estaba rodeado por fortificaciones levantadas en los siglos XIII y XVI con cinco puertas principales y un castillo en la zona sureste. En las calles Verga, Istria y Mediterráneo se conservan secciones de la fortificación con pequeñas torres de observación, la Puerta Marina y algunos restos del castillo y sus antiguos almacenes de trigo en la plaza del Calvario. La ciudad se urbanizaba a través de un sistema de calles ortogonales con los ejes principales paralelos a la playa y una gran cantidad de patios que constituían como un pequeño centro de vida para los vecinos. Toda calle presentaba pequeñas losas blancas como las que se conservan en la calle Morello. Al oeste de la ciudad vieja se encuentra el antiguo jardín municipal dedicado a Giuseppe Garibaldi y cerca la pequeña Iglesia de los Padres Capuchinos en estilo neogótico. Entre más de treinta iglesias que adornaban la ciudad se distingue la Chiesa Madre (catedral) en la plaza Umberto I en estilo neoclásico y construida en el siglo XVIII. La iglesia y el convento de San Agustín (siglo XVI) se encuentran en la plaza con el mismo nombre, donde está también el Teatro municipal Esquilo (reconstruido) y la antigua Iglesia y Convento de San Francisco de Paola (siglo XVIII). En el camino Vittorio Emanuele, calle mayor de la ciudad, se puede visitar el museo arqueológico y la zona arqueológica de la antigua ciudad griega que en su primera fase de vida aquí tenía su acrópolis con diferentes templos y un barrio de casas y tiendas. Del templo más grande, el templo C, queda solamente una columna y unas piedras del suelo. Por otro lado quedan muchas ruinas del antiguo barrio con sus edificios de piedra. El Museo de Gela es uno de los más ricos de Sicilia en el campo del arte griego pero también prehistórico. Entre los elementos más famosos de este museo se encuentran las "Arulas" que adornaban los templos, los vasos a imágenes rojas y negras de la colección Navarra y las muy originales cabezas de Gorgona y Sileno (personajes de la mitología griega) y de caballo. En la costa de Gela se ha recuperado un barco del siglo VI a. C., el más antiguo del Mediterráneo, que está a la espera de ser enseñado al público en un Museo específico que todavía no se ha abierto. En la parte oriental de la colina, en la zona de Capo Soprano, hay otros lugares de interés como la pequeña Iglesia de San Blas en estilo Normano (siglo XII) y los Baños Termales griegos (siglo IV a. C.) en la calle Europa. En la calle Indipendenza se encuentra el parque arqueológico de Capo Soprano donde se conservan las antiguas y muy bien conservadas fortificaciones griegas construidas por Timoleón de Siracusa en el siglo IV a. C. Es un ejemplo muy importante de sistema de defensa militar de la ciudad griega y además se encuentran en un lugar precioso por su paisaje y la naturaleza. No muy lejos de Gela, en la carretera a Catania, se encuentra el castillo llamado Castelluccio del siglo XII o XIII que mira los campos cultivados de alcachofas y trigo de la amplia llanura de Gela. En la zona de veraneo a unos 8 kilómetros al oeste de Gela, a enriquecer el paisaje de playas doradas está la torre Manfria del siglo XVII.

### Transportes
La ciudad se puede alcanzar solamente por medio de carreteras desde Caltanissetta, Enna, Catania y las provincias cruzadas por la carretera que conecta toda la costa sur de Sicilia (115). 
Gela está conectada a la red de ferrocarril regional y su estación es la más importante en el trayecto entre Siracusa y Caltanissetta. Hasta 2011 la estación de Gela estaba conectada directamente también con Catania a través de Caltagirone. 
El aeropuerto más cercano se sitúa en Comiso, a unos 34 kilómetros de distancia de la ciudad. El aeropuerto de Catania, conectado directamente por autobús, se encuentra a unos 100 kilómetros. 
En Gela hay un servicio urbano de transportes con una línea principal que conecta la estación con el casco histórico, Capo Soprano (hospital) y Macchitella (playa) y más líneas para conectar los diferentes barrios de las afueras. 

## Economía

### Hasta 1960

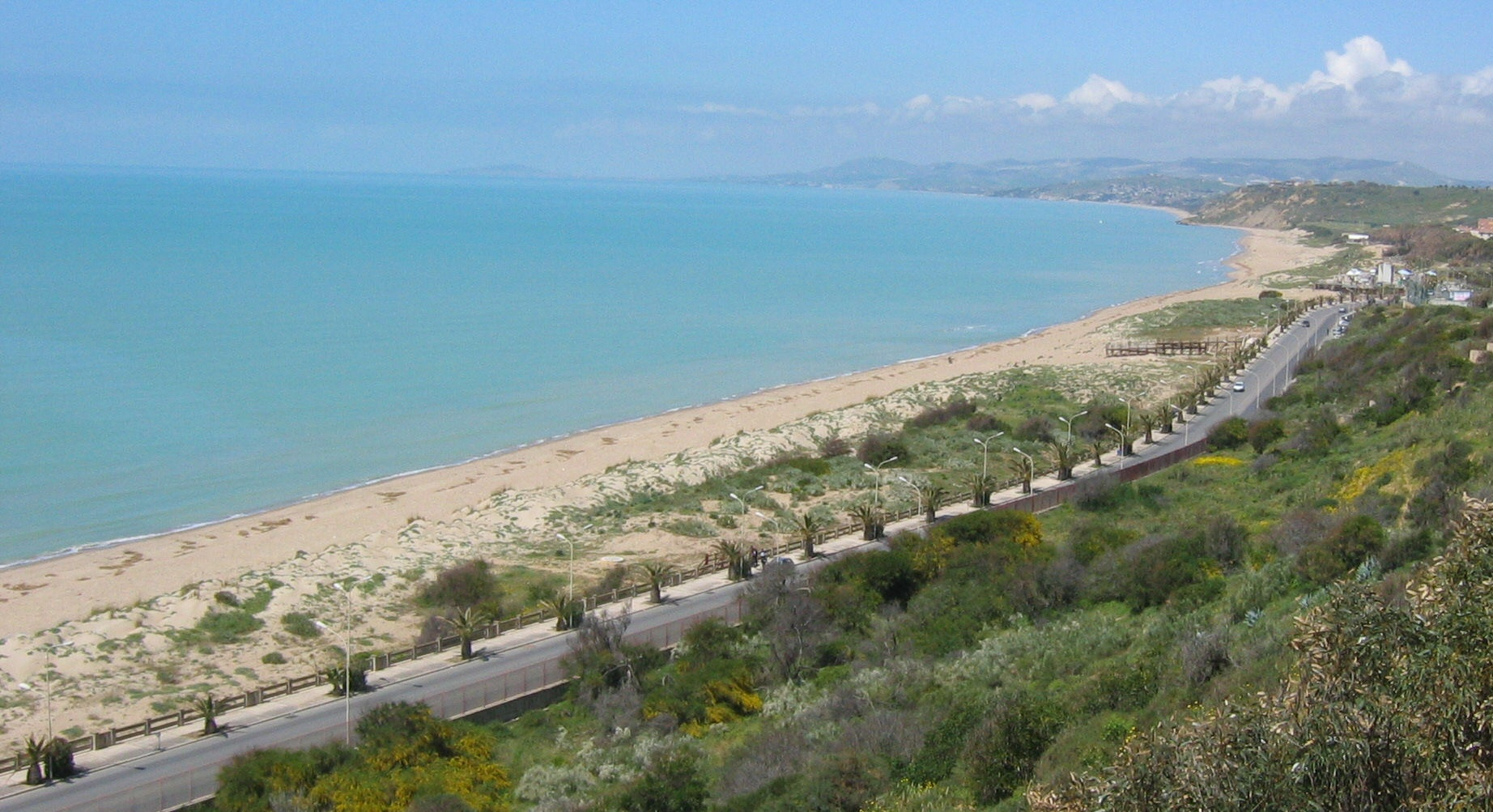
La costa al oeste de Gela

La economía de Gela y de sus alrededores hasta los primeros años 1960 estaba centrada en el sector de agricultura, en la cría de ovejas, en la industria del pescado y de la producción artesanal de algunos productos como arcillas y esponjas. Mucha importancia tenía la exportación de los diferentes productos de la zona por medio de barcos. La llanura de Gela, la segunda más amplia en la isla, estaba cultivada con algodón, trigo, olivos y viñas. En los años 50 Gela además constituía un destino turístico por sus playas y su monumentos históricos. La ciudad tenía una decena de hoteles. 

### A partir de 1960
En 1957 en esta zona se descubrió petróleo y a comienzos de la década de 1960 empezó la construcción del polo industrial petroquímico. Entonces la mayoría de los trabajadores locales dejó su antigua ocupación para ir a trabajar como obreros en la nueva industria. En esta manera todos los sectores sobre los cuales la economía local se había sustentado hasta entonces sufrieron una grave crisis y Gela se convirtió en una de las zonas de gran desarrollo industrial de la isla con más de 4000 empleados en las empresas locales. A partir de los finales de los años 1970 el número de empleados empezó a caer progresivamente hasta el cierre de la refinería de petróleo ENI en 2014 que en los planes de la empresa debería dejar sitio a una pequeña refinería para la producción de biogás.